# کاترین وینیک
کاترینا آنا وینیتسکا (به انگلیسی: Katerena Anna Vinitska) (زاده ۱۷ دسامبر ۱۹۷۷)، که بیشتر با نام کاترین وینیک شناخته می‌شود، یک بازیگر سینما و تلویزیون کانادایی است. او بیشتر به خاطر بازی در فیلم‌های سرگرمی، برپاخیزان جهنم: دنیای جهنمی، مهلت دو هفته‌ای، برج تاریک، قطبی، تیرانداز، استخوان‌ها، هنر سرقت، نگاهی به درون ذهن و همچنین ایفای نقش لاگرتا در مجموعه تلویزیونی وایکینگ‌ها شهرت دارد.

## اوایل زندگی
کاترین وینیک در انتاریو، تورنتو زاده شده‌است. او اصلیتی اوکراینی تبار دارد و قبل از آموختن زبان انگلیسی تا سن هشت سالگی به زبان اوکراینی صحبت می‌ کرد. او از سن هفت سالگی شروع به فراگیری هنرهای رزمی کرد و اولین کمربند مشکی خود را در سن ۱۳ سالگی به دست آورد . هنگامی که ۲۱ ساله شد ، به طور همزمان در سه مدرسه هنرهای رزمی شروع به فعالیت نمود. او حرفهٔ بازیگری را از سال ۱۹۹۹ با بازی در مجموعه تلویزیویی عامل ناشناخته شروع کرد و در سال ۲۰۰۱ با بازی در فیلم بایوهازاردوس وارد سینما شد.